# Mark Moissejewitsch Rosental
Mark Moissejewitsch Rosental (russisch Марк Моисеевич Розенталь, wiss. Transliteration Mark Moiseevič Rozental'; geb. 1906, Dorf Ustje Gouvernement Podolien, Russisches Kaiserreich; gest. 1975, Moskau, UdSSR) war ein sowjetischer Philosoph. Er war Spezialist auf dem Gebiet der dialektischen Logik, Sozialphilosophie und Geschichte der russischen Philosophie.

## Biografie
Rosental wurde 1906 in dem Dorf Ustje geboren. Er arbeitete in der Zuckerfabrik von Mogiljow. Mitglied der KPdSU war er seit 1925. Er absolvierte 1933 das Institut der Roten Professur. Er war seit 1940 als Professor tätig, Doktor der philosophischen Wissenschaften seit 1946. Er war leitender Redakteur der Zeitschrift Literaturny kritik (Literaturkritik), arbeitete als Chefredakteur von Gospolitisdat (Staatlicher Verlag für politische Literatur), leitete die Abteilung für dialektischen und historischen Materialismus der Höheren Parteischule des Zentralkomitees der Kommunistische Allunionspartei (Bolschewiki).
Während des deutsch-sowjetischen Krieg war Rosental stellvertretender Leiter der Abteilung für Agitation und Propaganda des regionalen Parteikomitees von Swerdlowsk. Er litt unter der antisemitischen Verfolgung unter dem Motto des „Kampfes gegen den Kosmopolitismus“.
Er war stellvertretender Chefredakteur der Zeitschrift  Fragen der Philosophie / Woprossy filossofii (1953–1958). Seit 1966 war er Leiter der Abteilung für dialektischen Materialismus des Instituts für Philosophie der Akademie der Wissenschaften der UdSSR. Er ist Autor mehrerer Publikationen, die der Klärung der Rolle der Dialektik im allgemeinen System der philosophischen Erkenntnis gewidmet sind.
Er wurde mit dem Orden des Roten Banners der Arbeit und verschiedenen Medaillen ausgezeichnet.
Sein Werk Materialistische Dialektik (1937) wurde ins Chinesische übersetzt. 1955 wurde in Peking das von M. Rosental und P. Judin herausgegebene Kleine Philosophische Wörterbuch (Kratki filossofski slowar) – das sowjetische Wörterbuch der Philosophie par excellence – in die chinesische Sprache übersetzt, 1967 das von beiden herausgegebene Philosophische Wörterbuch (Filossofskij slowar) ins Englische.
In seiner stalinistischen Zeit besorgte er 1953 die Darstellung „Der dialektische Materialismus“ innerhalb des monumentalen Sammelwerks der Großen Sowjet-Enzyklopädie (GSE, 2. A.), wobei seine Äußerungen methodisch und inhaltlich als von großer Bedeutung für das Verständnis der atheistischen Wurzeln des dialektischen Materialismus gelten.
Viele seiner Schriften wurden auch auf Deutsch publiziert, überwiegend im Dietz-Verlag in Berlin, dem organisatorisch an das Zentralkomitee (ZK) angegliederten zentralen Parteiverlag der SED.

## Publikationen
(Aufgeführt sind auch solche, bei denen er Herausgeber war, bzw. die unter seiner Redaktion erschienen.)
russisch:
- Против вульгарной социологии в литературной теории. [Gegen die Vulgärsoziologie in der Literaturtheorie]. Moskau, 1936.
- Материалистическая диалектика. [Materialistische Dialektik]. [Moskau], 1937. - 122 S.
- Вопросы эстетики Плеханова  [Fragen der Ästhetik von Plechanow]. Moskau 1939.
- Краткий философский словарь  [Ein kurzes Wörterbuch der Philosophie]. Herausgegeben von M. Rosenthal und P. Judin. Mehrere Auflagen in den Jahren 1939-1940.
- Краткий философский словарь  [Kleines Philosophisches  Wörterbuch]. Herausgegeben von M. Rosenthal und P. Judin. Ed. 2. erw. Aufl., Moskau, 1941.
- Лицо и маска фашизма  [Das Gesicht und die Maske des Faschismus]. OGIZ-Sverdlgiz. 1942. - 120 S.
- Краткий философский словарь  [Kleines Philosophisches  Wörterbuch]. Hrsg. von M. Rosenthal und P. Judin. Überarbeitete und erweiterte Ausgabe der dritten Auflage. Moskau 1952. - 614 S.
- Марксистский диалектический метод  [Die marxistische dialektische Methode]. Moskau 1947. - 387 S.
- Философские взгляды Н. Г. Чернышевского  [Philosophische Auffassungen von N. G. Tschernyschewski]. Moskau 1948. - 312 S.
- Марксистский диалектический метод  [Marxistisch-dialektische Methode]. Moskau 1952. - 348 S.
- Вопросы диалектики в «Капитале» Маркса  [Fragen der Dialektik in Marx' Kapital]. Moskau 1955. - 424 S.
- Принципы диалектической логики [Prinzipien der dialektischen Logik]. Moskau 1960.
- Философский словарь [Wörterbuch der Philosophie], Moskau, 1963 (Herausgeber und Mitverfasser).
- Диалектика «Капитала» Маркса  [Die Dialektik in Marx' "Kapital"]. 2. Auflage, überarbeitet und aktualisiert. Moskau: Mysl, 1967. - 592 S.
- Диалектика «Капитала» К. Маркса  [Die Dialektik in Marx' "Kapital".]. Moskau, 2010.
- Ленин как философ  [Lenin als Philosoph]. Moskau 1969.
- Ленинская диалектика сегодня  [Die Leninsche Dialektik heute]. Moskau 1970
- Диалектика познания и современная наука  [Die Dialektik des Wissens und die moderne Wissenschaft]. Moskau, Mysl, 1973. - 247 S.
- Диалектика ленинского исследования империализма и революции  [Die Dialektik der Leninschen Studie über Imperialismus und Revolution]. Moskau 1976.
- Filosofskij slovar' / [Heinrich Schmidt]. Sokraščennyj perevod s nem. Obščaja red. i vstupitel'naja stat'ja M. M. Rozentalja  - Moskva : Izd. inostrannoj literatury, 1961 (einleitender Artikel)

in deutscher Sprache (auch als Hrsg.):
- Der dialektische Materialismus. Berlin : Dietz, 1953
- Die Dialektik in Marx' "Kapital". Berlin : Dietz, 1957
- Die Dialektik der Koexistenz zweier Sozialsysteme. Moskau : APN-Verl., 1984
- Die dialektische Methode der politischen Ökonomie von Karl Marx. Berlin : Dietz, 1969
- Was ist marxistische Erkenntnistheorie?. Berlin : Dietz, 1956
- Die marxistische dialektische Methode. Berlin : Dietz, 1953
- Materialistische und idealistische Weltanschauung. Berlin : Dietz, c 1947
- [Autorenkollektiv: M. M. Rosental ... Verantw. Red.: M. M. Rosental]: Geschichte der marxistischen Dialektik / Von der Entstehung des Marxismus bis zur Leninschen Etappe. 1974,
- Geschichte der marxistischen Dialektik. Berlin : Dietz, 1974
- Lenin als Philosoph. Berlin : Dietz, 1971
- Kategorien der materialistischen Dialektik. Berlin : Dietz, 1959

weitere
- A dictionary of philosophy. Ed. by M. Rosenthal and P. Yudin. [Transl. from the Russian]. Moscow: Progress Publishers, 1967.